# Wrightia palawanensis
Wrightia palawanensis är en oleanderväxtart som beskrevs av D.J.Middleton. Wrightia palawanensis ingår i släktet Wrightia och familjen oleanderväxter. Inga underarter finns listade i Catalogue of Life.